# Primera fila: Vicente Fernández
Primera fila: Vicente Fernández es un álbum en vivo del cantante mexicano Vicente Fernández. Es el álbum número 80 del intérprete, y devenía su tercer número-un conjunto en la Cartelera Álbumes latinos Superiores y el recipient de un latinos Grammy Premio para Mejor Ranchero Álbum. Es el primer álbum grabado en formato Primera fila

## Información del álbum
Después del éxito de Para Siempre, graba el álbum, el cual incluye sus éxitos más grandes pero ahora grabados en vivo con la participación de 30 músicos, en la Arena VFG en Guadalajara, Jalisco. El concierto contiene cuatro canciones nunca grabadas antes por Fernández: "Bésame Mucho", "Amor Mío", "Ningún Vuelvo un Amar" y "Gracias". Según la disquera Sony BMG, esto es un formato en vivo dedicado a las familias, para escuchar al cantante de manera más íntima

## Liberación comercial

### Formatos
Fue publicado en tres formatos diferentes, CD, CD/DVD, y"Blu-ray", este último formatopara coleccionistas. Lo Constó en un "anti-sistema" pirata y en definición Alta, y en un futuro cercano será liberado encima 3D, para dar la calidad mejor para los seguidores, según Miguel Trujillo, CEO de Sony Música México. Además es el primer intérprete que realiza esta nueva serie de formato llamado Primera fila.

### Álbum
Un día después de su liberación, Primera Fila  venda 80,000 unidades en México, recibiendo una certificación de platino. En los Estados Unidos, según la Cartelera gráfico de Álbumes latino Superior  debute en numerar uno, reemplazando 5a Piso por cantante guatemalteco-compositor Ricardo Arjona. En febrero de 2009, este álbum estuvo reemplazado por Para Siempre, Fernández' álbum anterior, en la parte superior de la Cartelera gráfico de Álbumes latino Superior, después de que siete semanas consecutivas en número-un. El tardío Tex-Mex intérprete Selena era el intérprete único para conseguir esta hazaña, cuándo Soñando de  reemplazaste su propio Amor Prohibido en la parte superior del gráfico en 1995.

### Sencillos
El primer solo liberado de este álbum es "El Ultimo Beso", escrito por Joan Sebastian y primero incluido en Para Siempre. Esta canción devenía el primer número -un golpe por Fernández en la Cartelera gráfico de canciones latino Caliente y devenía el intérprete más viejo a cumbre en número-un en este gráfico.

## Personal
Esta información de Allmusic.
- Gustavo Borner – didjeridu, ingeniero, mastering, realización
- Pedro Ramírez – arranger, dirección musical
- Josué "Ciclón" García – ayudante de producción
- Juan Carlos Rodríguez – ayudante de producción
- Justin Moshkevich – ingeniero digital
- Charlie García – Un&R
- Gilda Oropeza – Un&R
- Miguel Trujillo – Un&R
- Fernando Aceves – fotografía
- Diego Álvarez - Dirección de Video
- Gastón Etchechoury- Realización de video

## Certificaciones
| País   | Organismo certificador | Certificación  | Ventas certificadas | Ref.  |
| ------ | ---------------------- | -------------- | ------------------- | ----- |
| México | AMPROFON               | Diamante + Oro | 330,000             | [ 6 ] |